# Araneus talasi
Araneus talasi là một loài nhện trong họ Araneidae.
Loài này thuộc chi Araneus. Araneus talasi được miêu tả năm 1970 bởi Bakhvalov.